# Veracruz (Panamá)
Veracruz es un corregimiento del distrito de Arraiján en la provincia de Panamá Oeste, República de Panamá. La localidad tiene 24 486 habitantes (2023). El corregimiento limita al norte con Arraiján (cabecera), al sur con el océano Pacífico, al este con el distrito de Panamá y al oeste con Cerro Silvestre.
El 22 de julio de 1954, oficialmente fue constituido el nombre de Veracruz y en 1962 fue elevado a categoría de corregimiento. En este se ubica el Aeropuerto Internacional Panamá Pacífico, la antigua base americana Howard, uno de los aeropuertos de la provincia de Panamá, en el distrito de Arraiján.